# Wilhelm Lüke
Wilhelm „Willi“ Lüke (* 22. November 1934 in Paderborn; † 21. Januar 2021 ebenda) war ein deutscher Politiker und Landtagsabgeordneter der CDU. Von 1975 bis 1988 war er stellvertretender Bürgermeister, anschließend von 1988 bis 1999 Bürgermeister der Stadt Paderborn.

## Leben und Beruf
Nach dem Besuch der Volksschule und des Reismann-Gymnasiums bestand er 1956 die Abiturprüfung. Anschließend studierte Lüke an der Pädagogischen Hochschule in Paderborn. Ab 1958 war er im Schuldienst tätig. 1963 legte er die Prüfung für das Lehramt an Förderschulen ab. Von 1968 bis 1971 baute er die Don-Bosco-Förderschule in Salzkotten auf. An der Pauline-von-Mallinckrodt-Schule in Paderborn war er von 1971 bis 1985 Rektor.
Der CDU gehörte Lüke seit 1965 an. Er war in zahlreichen Parteigremien tätig, so u. a. Stadtverbandsvorsitzender der Stadt Paderborn und stv. Kreisvorsitzender des Kreises Paderborn. Von 1985 bis 1992 war er Kreisbeauftragter des Malteser Hilfsdienstes.
Wilhelm Lüke starb am 21. Januar 2021 im Alter von 86 Jahren.

## Abgeordneter
Vom 30. Mai 1985 bis zum 1. Juni 2000 war Lüke Mitglied des Landtags des Landes Nordrhein-Westfalen. Er wurde jeweils im Wahlkreis 118 Paderborn II direkt gewählt.
Von 1970 bis 1974 war er Mitglied des Kreistages des Kreises Paderborn. Dem Rat der Stadt Paderborn gehörte er von 1975 bis 1999 an.
Lüke hat an der 9. Bundesversammlung 1999 teilgenommen, bei der Johannes Rau zum Bundespräsidenten gewählt wurde.

## Ehrungen
Am 20. Oktober 1997 wurde Lüke zum Ehrenbürger der Stadt Przemyśl ernannt, am 23. Juni 1999 zum Ehrenbürger der Universität Paderborn und am 30. September 1999 zum Ehrenbürger der Stadt Paderborn.
Papst Benedikt XVI. hat Lüke mit dem Silvesterorden ausgezeichnet. Der päpstliche Verdienstorden wurde ihm am 28. März 2007 von Erzbischof Hans-Josef Becker übergeben.

## Privates
Er war verheiratet, hatte drei Kinder und war katholisch.